# Damien Birkinhead
Damien Birkinhead (né le 8 avril 1993) est un athlète australien, spécialiste du lancer du poids.

## Biographie
Médaillé de bronze aux championnats du monde juniors 2012, il se classe cinquième des Jeux du Commonwealth de 2015. Il dépasse la limite des 20 mètres en 2016, et celle des 21 mètres en 2016 en établissant la marque de 21,21 m le 13 février 2016 à Hobart. il se classe dixième des Jeux olympiques de 2016.
Le 29 août 2017, au Mémorial Hanžeković de Zagreb, il bat le record d'Australie avec 21,35 m.
Il remporte la médaille d'argent des championnats d'Océanie 2019 derrière Jacko Gill.

## Palmarès
| Date | Compétition                    | Lieu           | Résultat | Marque  |
| ---- | ------------------------------ | -------------- | -------- | ------- |
| 2012 | Championnats du monde juniors  | Barcelone      | 3e       | 21,14 m |
| 2014 | Jeux du Commonwealth           | Glasgow        | 5e       | 19,59 m |
| 2016 | Jeux olympiques                | Rio de Janeiro | 10e      | 20,45 m |
| 2018 | Championnats du monde en salle | Birmingham     | 16e      | 19,11 m |
| 2018 | Jeux du Commonwealth           | Gold Coast     | 5e       | 20,77 m |
| 2018 | Coupe continentale             | Ostrava        | 8e       | 18,52 m |
| 2019 | Championnats d'Océanie         | Townsville     | 2e       | 19,55 m |

## Records
| Épreuve         | Performance  | Lieu   | Date         |
| --------------- | ------------ | ------ | ------------ |
| Lancer du poids | 21,35 m (NR) | Zagreb | 29 août 2017 |